# Дендропарк «Поділля» (Хмельницький)
Дендропа́рк «Поді́лля» — парк-пам'ятка садово-паркового мистецтва місцевого значення в Україні. Розташований у місті Хмельницькому, у мікрорайоні Виставка, на перехресті Проспекту Миру та Старокостянтинівського шосе. Дендропарк належить до заповідного фонду Хмельницької області.
Площа дендропарку 30,5 га. Перебуває на балансі комунального підприємства «Парки і сквери міста Хмельницького».

## Історія
Дендрологічний парк «Поділля» був закладений 1964 року. Його створення відбулось завдяки обласній сільськогосподарській виставці. Вона працювала на початку 1960-х років на перехресті проспекту Миру та Старокостянтинівського шосе. Її павільйони використовувались для експонування досягнень у сфері тваринництва та землеробства. Представники лісництв демонстрували різноманіття дендрофлори. Поряд з виставкою було закладено колекцію деревних рослин. Вона створювалась зусиллями лісівників П. Й. Бартащука, О. М. Гуляка, Г. М. Целукіна. Для колекції були звезені саджанці з ботанічних садів України та з території деяких розсадників. Вирощувались екзоти з насіння, яке збирали у парках. Декілька років знадобилось для формування колекції, в якій було понад 420 таксонів. У 1983 році біля входу в дендропарк був споруджений Меморіал Слави, його автори: В. Зноба, Є. Перехрест, В. Громихін. Після завершення функціонування виставки, приміщення, які відводились для неї, були передані у розпорядження інших організацій. Територія дендропарку почала занепадати. Не засаджувались нові види дерев, збільшилась кількість бур'янів. 1978 року дендрологічний парк «Поділля» був переданий ремонтно-будівельному управлінню зеленого будівництва і благоустрою міста Хмельницького. Київським інститутом «Укрдіпроінжпроект» був складений проєкт, який стосувався реконструкції дендропарку. Його кошторисна вартість становила 856 карбованців. Реалізували проєкт частково: був створений фонтан та штучне освітлення. Пам'яткою садово-паркового мистецтва місцевого значення парк став згідно з розпорядженням голови виконкому обласної Ради депутатів трудящих від 22.10.1969 року № 358-р.
В 2001 році територія дендропарку стала місцем проведення заходу в рамках Всеукраїнської акції «Чиста Україна — чиста Земля». Участь в екологічній акції взяли учні гімназії № 2, навчально-виховного комплексу № 4, загальноосвітніх шкіл № 21 та № 22. Метою, з якою був організований захід, стало збереження природоохоронного фонду міста Хмельницького. В рамках заходу на території дендропарку були розміщені годівнички для птахів.

## Опис
На території дендропарку зростають види рослин, привезених з ботанічних садів, які розташовуються на території Молдови та України. Тут представлено 12 форм та 174 види декоративних форм деревних рослин. Переважна частина рослин представляють: соснові, березові, вербові, кленові, кипарисові, жимолостні, розові, маслинні, бобові. Зростає тис ягідний, ялиця кавказька, кипарисовик горохоплодий, біота, тсуга канадська, псевдотсуга Мензіса, бундук канадський, береза Ермана, горіх ведмежий, дуб північний, дуб червоний, платан східний, багрянник японський, кінський каштан павія і тюльпанне дерево.

## Галерея

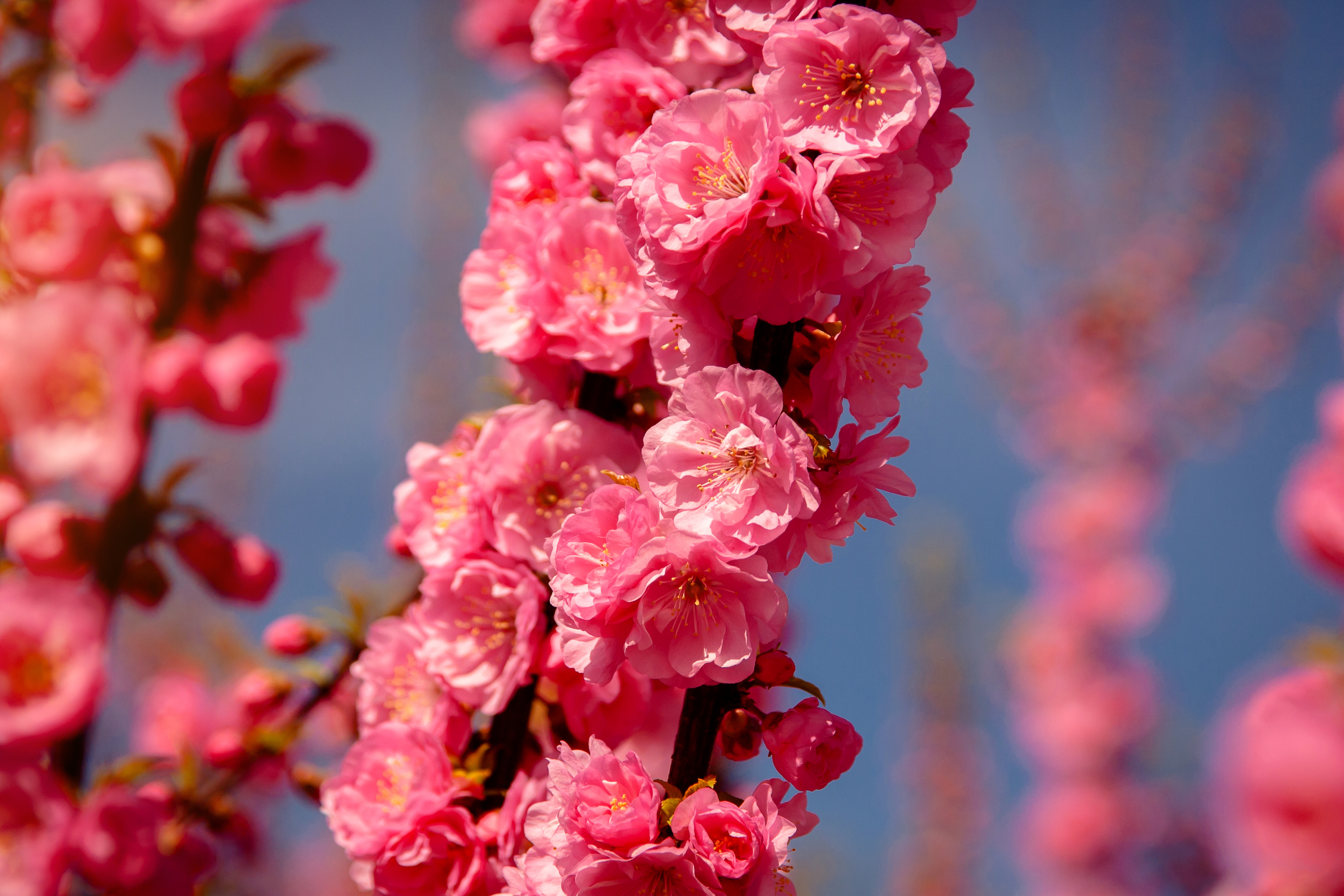
Цвітіння сакури у квітні 2017
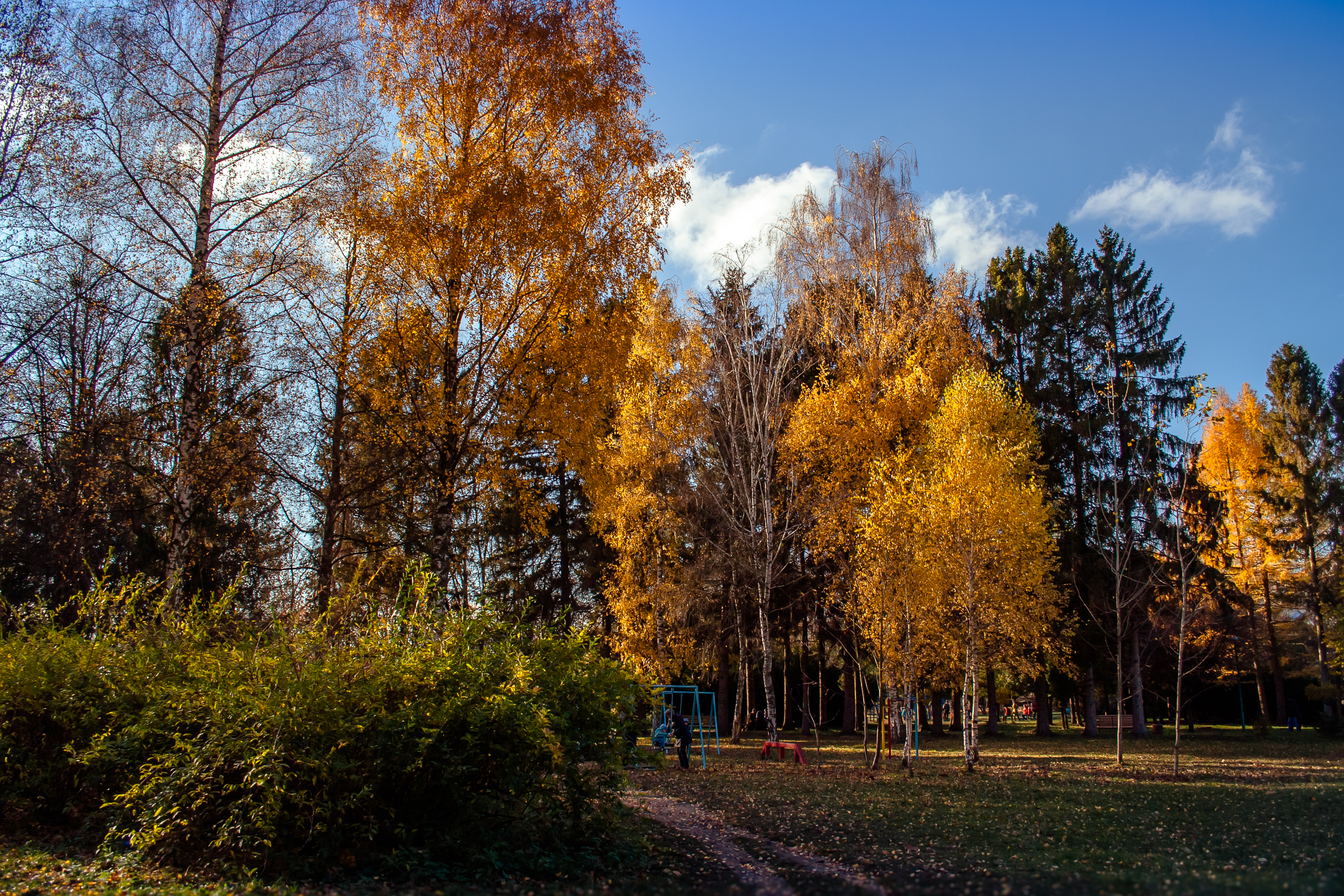
Осінь 2017
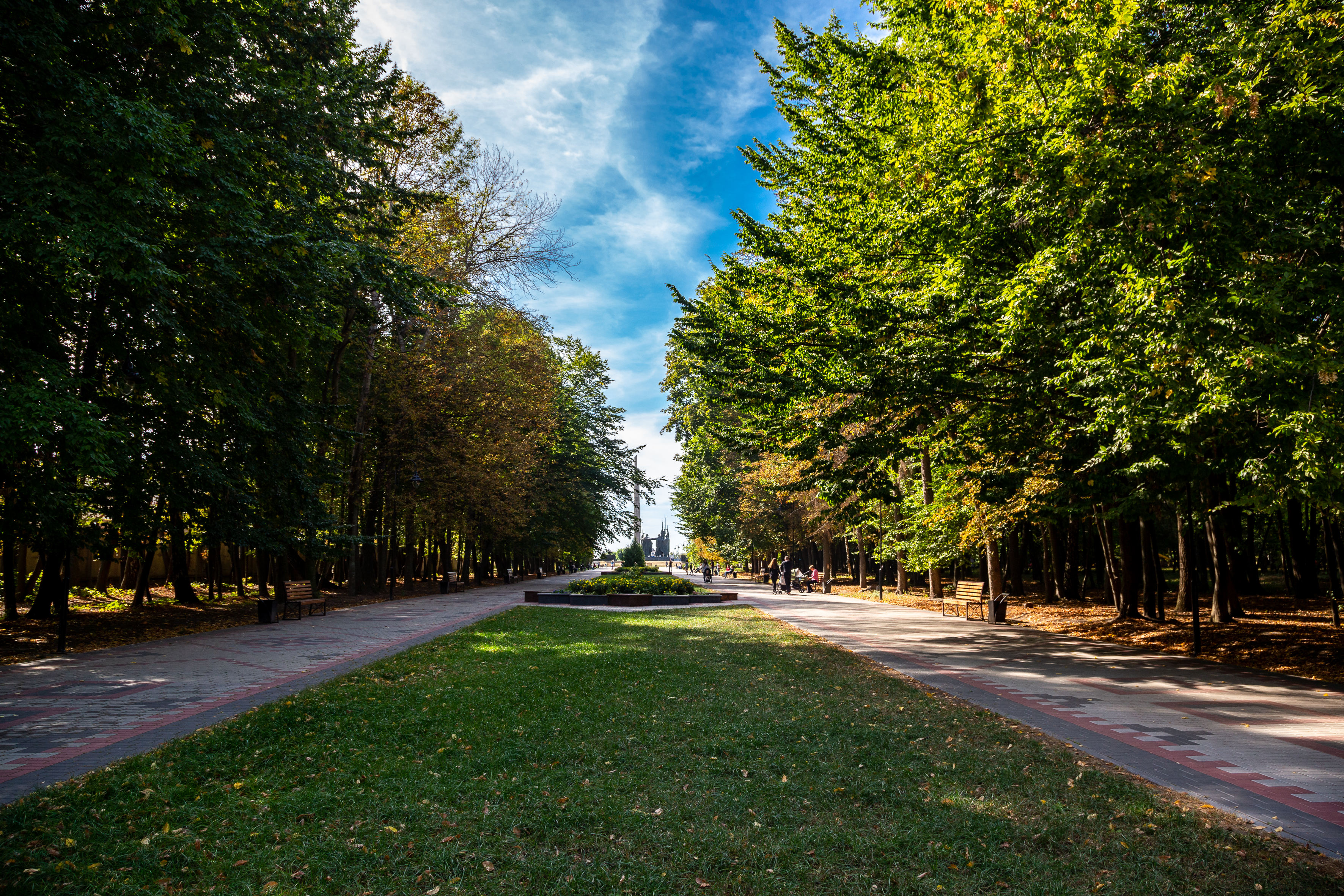
Осінь в Денропарку
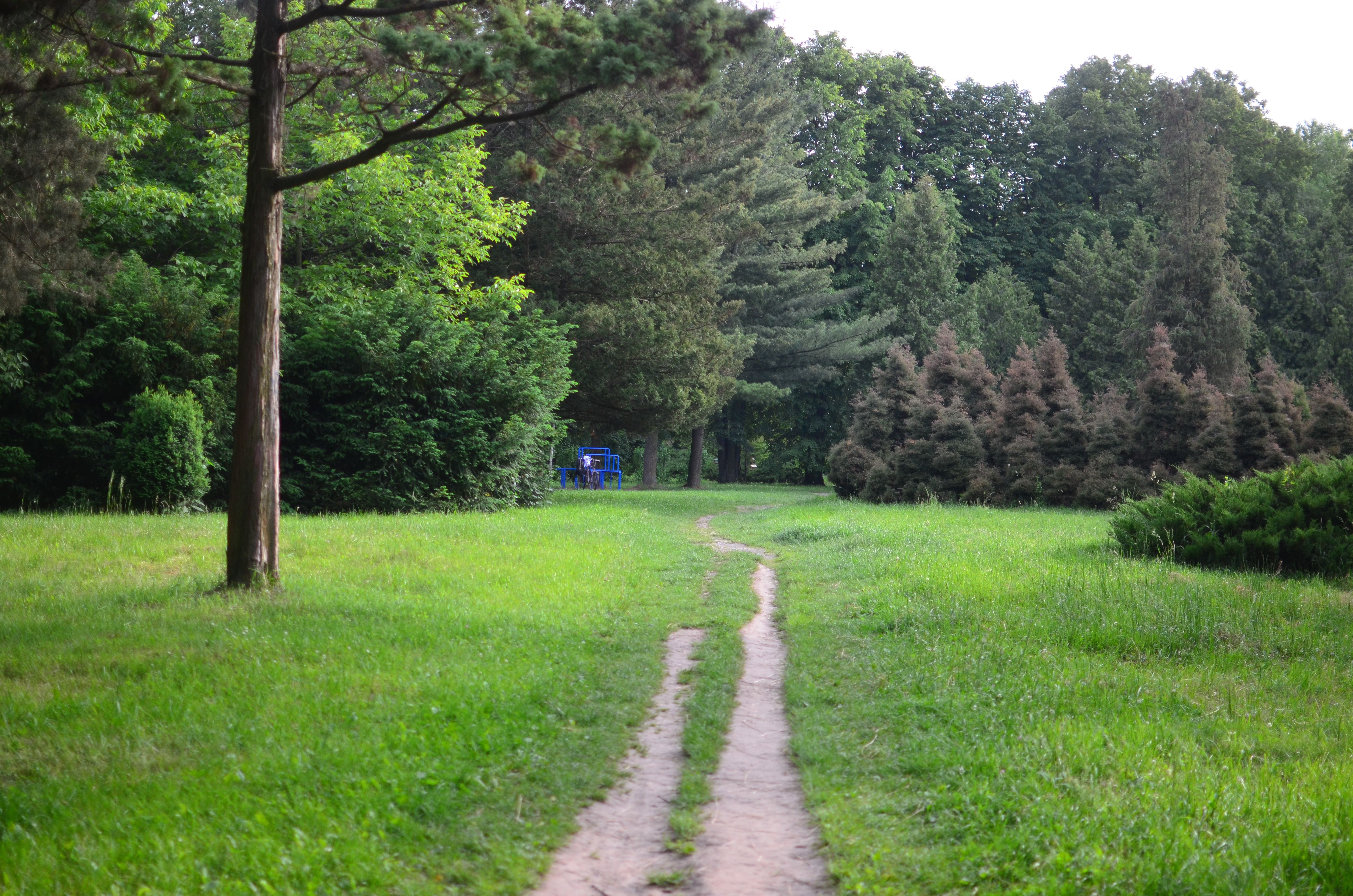
Літо 2020
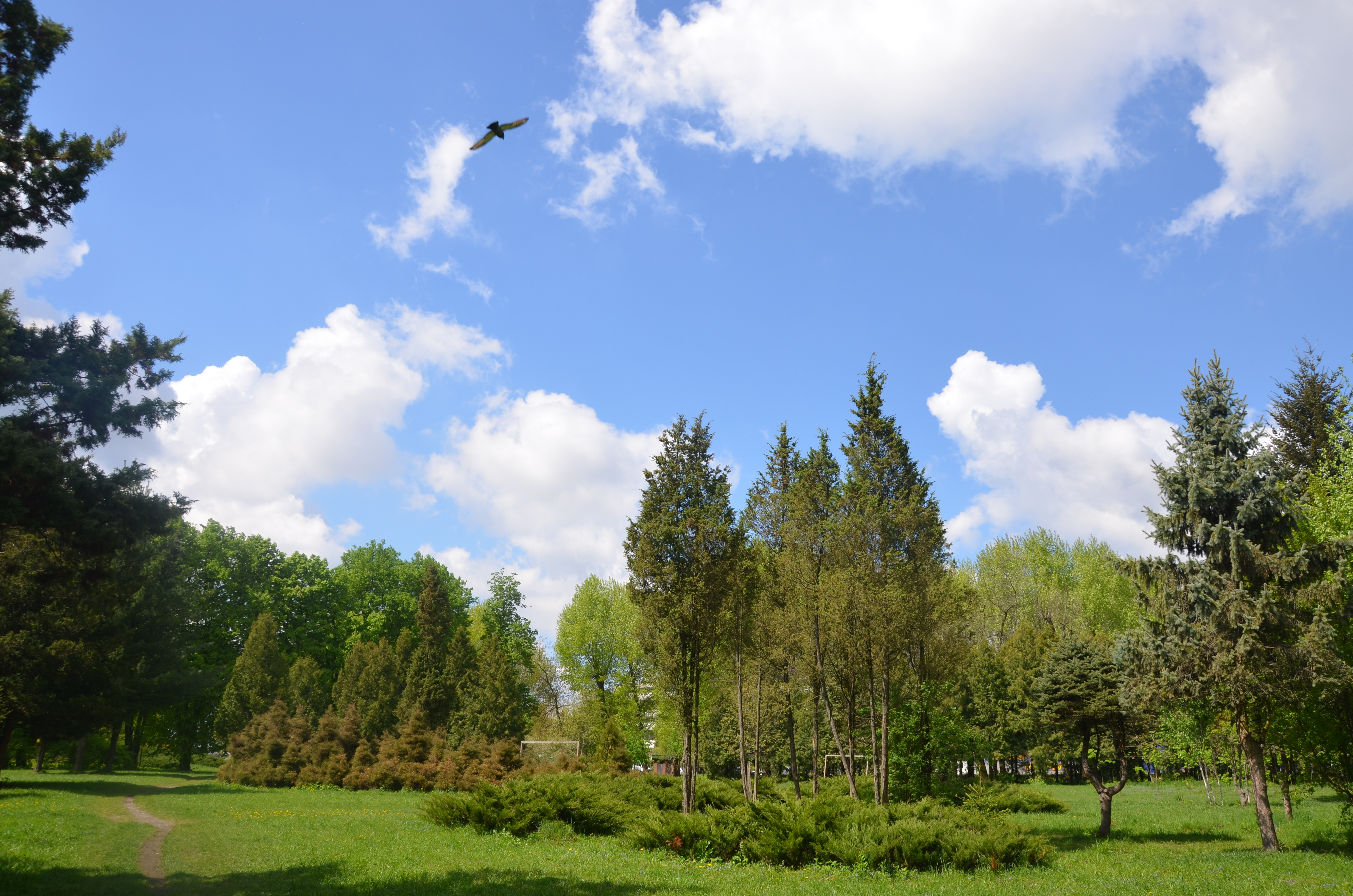
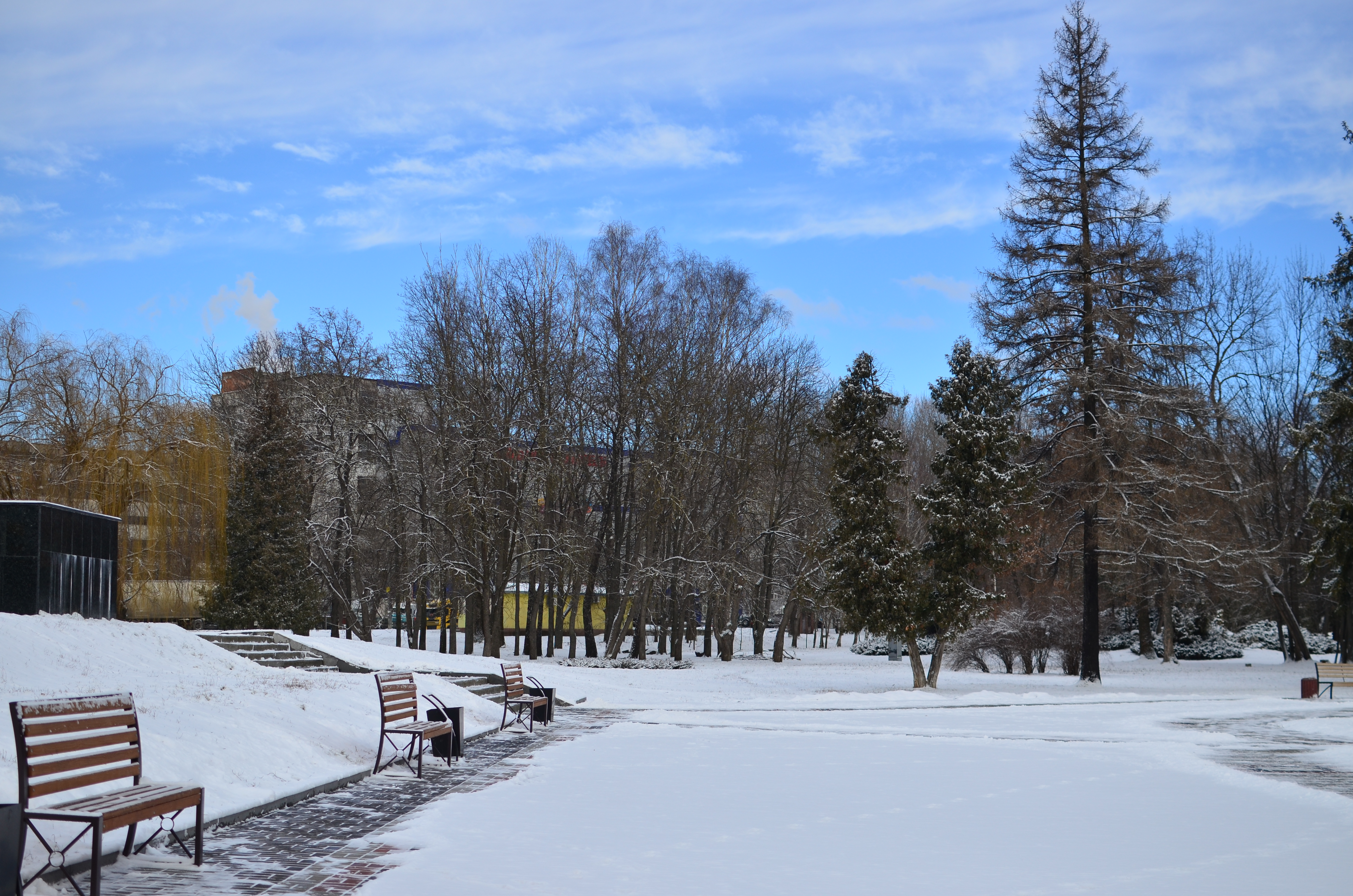
Зима
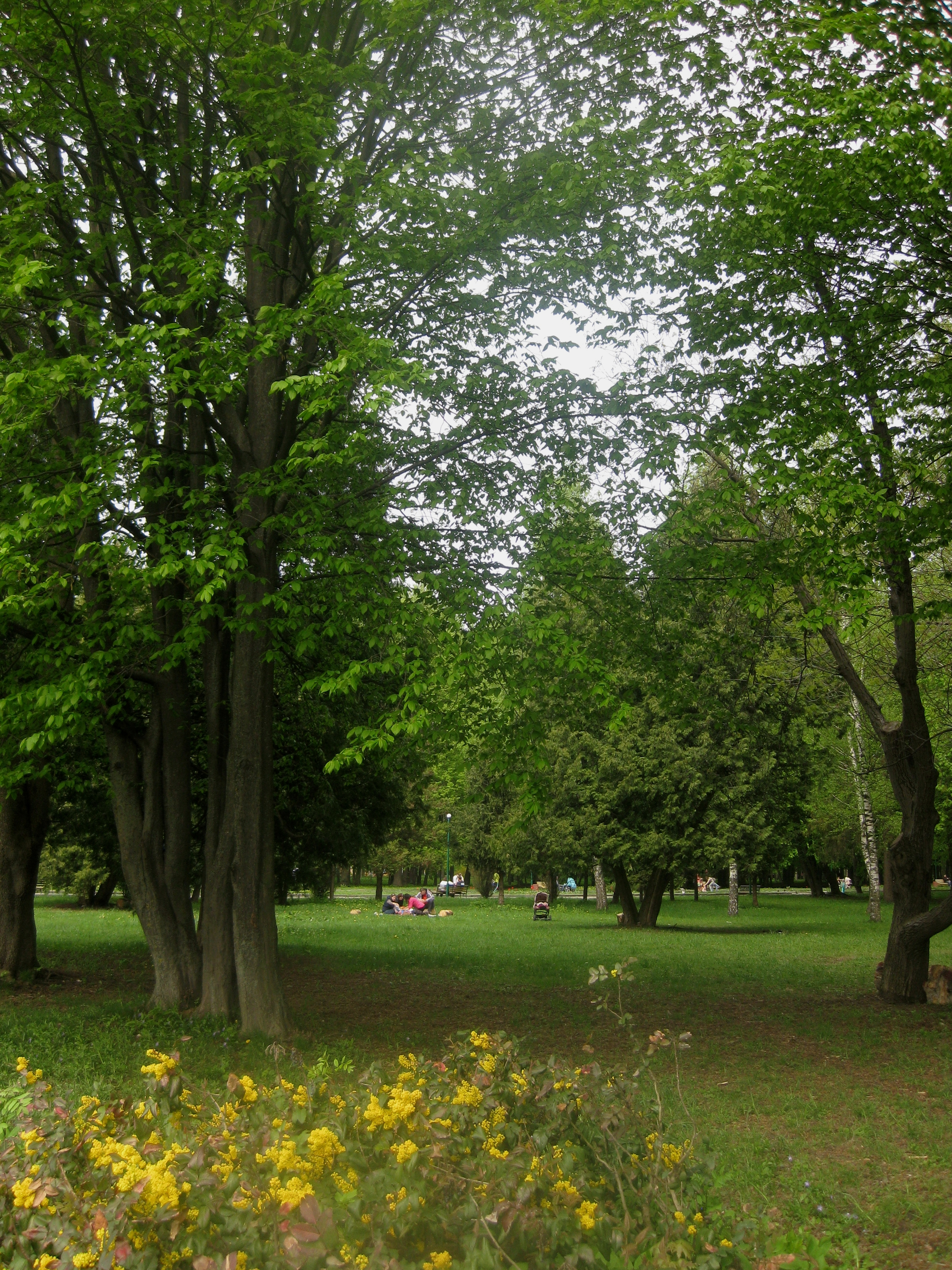
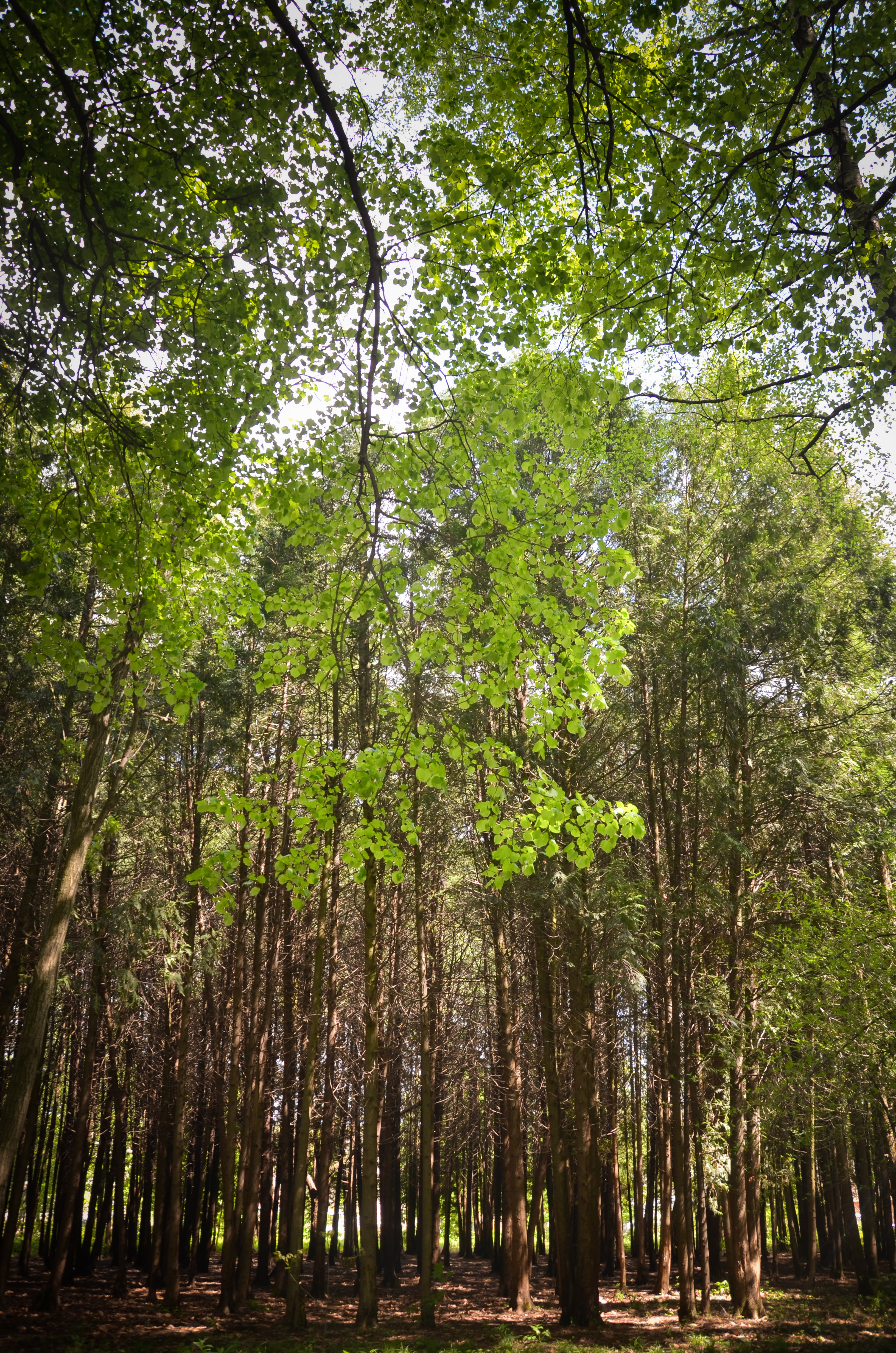
Лісок у дендропарку
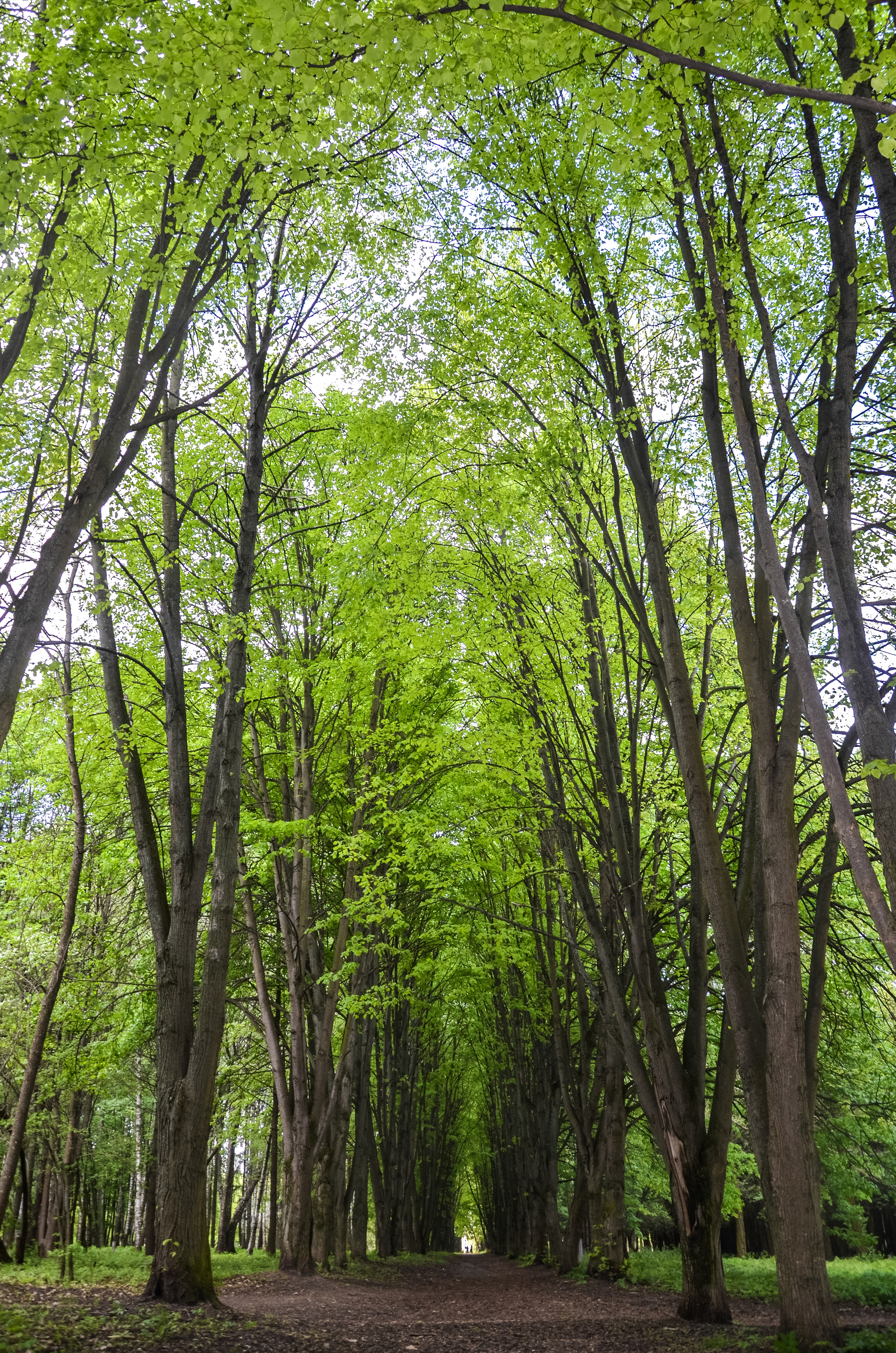
Одна з алей парку